# Don't say goodbye
Don't say goodbye is een nummer van de Volendamse band BZN. De single werd in 1977 uitgebracht in Nederland, België, Zuid-Afrika en Duitsland.
Deze single was de opvolger van Mon amour, de nummer 1-hit waarmee BZN in 1976 doorbrak. Het nummer stond 10 weken genoteerd in de Nederlandse Top 40 en behaalde daar de tweede plaats, achter Julie Covington met Don't Cry for Me Argentina.